# مختار اليحياوي
مختار اليحياوي هو ناشط حقوق إنسان وقاضي تونسي. كان معارضا لنظام الرئيس التونسي السابق زين العابدين بن علي. ولد في 1 يونيو 1952 في قرية قصر الحدادة في الجنوب التونسي، وتوفي في 22 سبتمبر 2015 في منطقة تسكراية بمعتمدية غزالة من ولاية بنزرت.
عزل في 2001 من القضاء وصودرت أملاكه وضيق عليه وذلك بعد توجيه رسالة للرئيس زين العابدين بن علي ينتقد فيها وضع القضاء التونسي.
بعد الثورة التونسية، أبطلت المحكمة الإدارية في 23 مارس 2011 الحكم الصادر ضده في 2001 ورجع لمهنة القضاء.

## النشاط
عقب الثورة التونسية، كان عضوا كشخصية وطنية في الهيئة العليا لتحقيق أهداف الثورة والإصلاح السياسي والانتقال الديمقراطي في 2011. عُين في فبراير 2012، رئيس الهيئة الوطنية لحماية المعطيات الشخصية، وذلك إلى فبراير 2015.

## الحياة الشخصية
له بنت مدونة وناشطة هي أميرة اليحياوي. وابن اخته هو المدون زهير اليحياوي، يعتبر أول شهيد إنترنت في تونس بعد وافته جراء التعذيب في 2005.

## وفاته

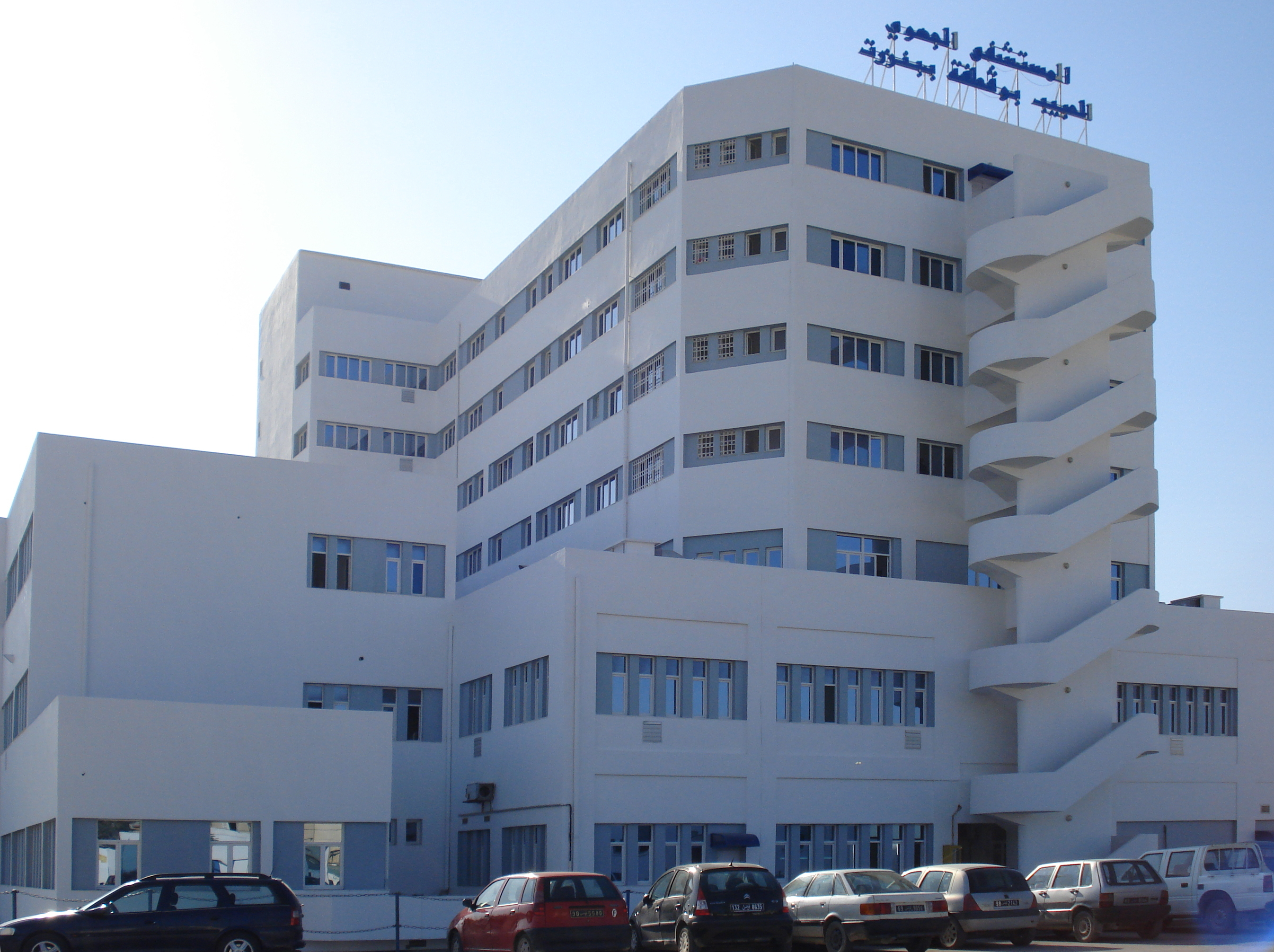
المستشفى الجهوي الحبيب بوقطفة ببنزرت حيث نقل جثمان مختار اليحياوي.

توفي حسب تقرير طبي أولي إثرسكتة قلبية يوم 22 سبتمبر 2015 في منطقة تسكراية بمعتمدية غزالة من ولاية بنزرت، وقع نقله إلى المستشفى الجهوي الحبيب بوقطفة ببنزرت ومن ثم إلى مستشفى شارل نيكول بالعاصمة تونس. 

تم دفن جثمان مختار اليحياوي في 23 سبتمبر، وحضر جنازته أغلب الوجوه السياسية والنقابية التونسية، ومنهم رئيس الجمهورية التونسية السابق المنصف المرزوقي، ورئيس الحكومة الأسبق علي العريض، وزير التشغيل زياد العذاري ووزير تكنولوجيا المعلومات والاتصال نعمان الفهري المباشرين أنذاك، ونقيب المحامين عبد الرزاق الكيلاني، إضافة إلى الوزراء السابقين سمير ديلو وعبد الوهاب معطر وعبد اللطيف المكي ورفيق عبد السلام، وكذلك السياسيين راشد الغنوشي وأحمد المستيري وحمة الهمامي وإياد الدهماني وعدنان منصر وعصام الشابي ومحمد عبو وعبد الرؤوف العيادي ومحمود البارودي. 

وقف القضاة العدليون والإدرايون والماليون بكافة المحاكم والمؤسسات القضائية ودائرة المحاسبات في تونس دقيقة صمت قبل انطلاق الجلسات ترحما على روح القاضي مختار اليحياوي، وحسب ما قالت جمعية القضاة التونسيين أن هذه الوقفة هي لمسة وفاء للقاضي مختار اليحياوي لنضاله قبل الثورة التونسية لاستقلال القضاء ودحر الفساد.

## الجوائز والتقديرات
- الصنف الثاني من وسام الجمهورية التونسية من قبل رئيس الجمهورية التونسية وذلك بعد وفاته في 7 أكتوبر 2015.[7]

## روابط خارجية
- الموقع الرسمي للهيئة الوطنية لحماية المعطيات الشخصية.